# Осада Барселоны (1713—1714)
Осада Барселоны — последнее сражение войны за испанское наследство (1701—1714), эту осаду держали силы Карла Австрийского (при поддержке Великобритании и Нидерландов, то есть Великого альянса), против Филиппа V, которого поддерживала Франция в борьбе за испанскую корону.

## Предыстория
На начальном этапе войны Барселона была взята силами Карла Австрийского: его флот встал на якорь в гавани 22 августа 1705 года и высадил войска, которые окружили город. Эти войска впоследствии захватили Монжуикскую крепость, откуда обстреливали город, который сдался 9 октября того же года.

## Сражение
Несмотря на то, что победа в войне была за Филиппом V, каталонские кортесы продолжали поддерживать Карла Австрийского, и франко-испанские войска были недостаточно сильны, чтобы отбить город до 1713 года. 25 июля 1713 года город был окружён войсками Бурбонов, но атаки были безуспешны из-за нехватки артиллерии. Подкрепления Бурбонов числом 20 000 человек подошли в апреле-мае 1714 года. Возобновились атаки уже под командованием герцога Бервика, Бурбоны вошли в город 30 августа, а окончательная победа была объявлена 11 сентября. Этот день с 1886 года отмечается как дата потери Каталонией независимости, с 1980 года Национальный день Каталонии стал официальным праздником.

## Последствия
Война завершилась в 1714 году поражением войск Карла Австрийского и победой франко-испанской армии, завершив двухвековой период подавления каталонской автономии, которое отражало общую тенденцию централизации власти монархов Европы. После окончания войны за испанское наследство Испания перешла от de facto объединённого королевства к централизованному единому de jure. Защитники города были похоронены на кладбище, расположенном на месте современной площади Фоссар де лес Моререс, где каталонцы с тех пор ежегодно отмечают 11 сентября.